# Michelle Monaghan
Michelle Lynn Monaghan (født 23. marts 1976 i Winthrop, Iowa) er en amerikansk skuespiller. Hun er det yngste af tre børn og den eneste datter af Sharon og John Robert Monaghan. Michelle Monaghan havde sin debut på tv i 2000 i serien Young Americans og slog igennem med serien Boston Public i 2002. Monaghan har blandt andet spillet i filmene Kiss Kiss Bang Bang, Mission: Impossible III og Gone Baby Gone.
Hun studerede journalistik i tre år ved Columbia College i Chicago og arbejdede som model for at få råd til studierne. I 1999 stoppede Monaghan på college og flyttede til New York for at arbejde som model på heltid.
Hun er gift med grafisk designer Pete White.

## Udvalgt filmografi
- The Bourne Supremacy (2004) – Kim
- Mr. & Mrs. Smith (2005) – Gwen
- Kiss Kiss Bang Bang (2005) – Harmony Faith Lane
- Mission: Impossible III (2006) – Julia Meade
- Gone Baby Gone (2007) – Angie Gennaro
- The Heartbreak Kid (2007) – Miranda
- En ægte mand (2008) – Hannah
- Eagle Eye (2008) – Rachel Holloman
- Somewhere (2010) – Rebecca
- Due Date (2010) – Sarah Highman
- Source Code (2011) – Christina Warren
- Machine Gun Preacher (2011) – Lynn Childers
- The Best of Me (2014) – Amanda Collier

### Tv-serier
- Young Americans (2000) – Caroline Busse
- Boston Public (2002-03) – Kimberly Woods
- True Detective (2014) – Maggie Hart

## Hædersbevisninger
Saturn Award: Monaghan blev nomineret som bedste kvindelige birolleskuespillerinde for filmen Kiss Kiss Bang Bang i 2006.
Satellite Award: Hun blev nomineret som fremstående skuespillerinde i birolle, komedie eller musical, for filmen Kiss Kiss Bang Bang i 2005.